# Адріан Леон Баришич
Адріан Леон Баришич (босн. Adrian Leon Barišić, нар. 19 липня 2001, Штутгарт) — боснійський футболіст, захисник швейцарського клубу «Базель» та національної збірної Боснії і Герцеговини.

## Клубна кар'єра
Народився 19 липня 2001 року в місті Штутгарт. Вихованець юнацьких команд футбольних клубів «Хайдук» (Спліт), «Динамо» (Загреб), «Спліт» та «Осієк». З 2018 року виступав за резервну команду «Осієка», в якій провів три сезони, взявши участь у 57 матчах чемпіонату.
2 травня 2021 року у матчі проти «Вараждина» він дебютував за основну команду у чемпіонаті Хорватії, але основним гравцем не був, тому на початку 2022 року на правах оренди перейшов в італійський «Фрозіноне». 21 січня у матчі проти «Парми» (1:0) він дебютував в італійській Серії B і загалом провів 12 матчів і забив один гол у чемпіонаті — 12 березня у поєдинку проти «Алессандрії» (3:0). Після закінчення оренди він повернувся до «Осієка», де став основним гравцем.
18 серпня 2023 року перейшов у швейцарський «Базель». Баришич дебютував у швейцарській Суперлізі за клуб у домашній грі 3 вересня. Незважаючи на те, що він випадково забив автогол, «Базель» зумів відігратись і зіграв унічию з «Цюрихом» (2:2). Він одразу став основним гравцем і залишався в стартовій одинадцяти навіть після зміни головного тренера на Фабіо Челестіні.

## Виступи за збірні
2019 року дебютував у складі юнацької збірної Боснії і Герцеговини (U-18), загалом на юнацькому рівні взяв участь у 8 іграх.
Протягом 2020—2022 років залучався до складу молодіжної збірної Боснії і Герцеговини. На молодіжному рівні зіграв у 9 офіційних матчах, забив 1 гол.
17 червня 2023 року дебютував в офіційних іграх у складі національної збірної Боснії і Герцеговини у відбірковому матчі до чемпіонату Європи 2024 року проти збірної Португалії (0:3).
| Дата       | Місто   | Господарі            | Результат | Гості                | Турнір            | Голи | Примітки |
| ---------- | ------- | -------------------- | --------- | -------------------- | ----------------- | ---- | -------- |
| 17-6-2023  | Лісабон | Португалія           | 3 – 0     | Боснія і Герцеговина | Відбір до ЧЄ 2024 | -    | 71'      |
| 20-6-2023  | Зениця  | Боснія і Герцеговина | 0 – 2     | Люксембург           | Відбір до ЧЄ 2024 | -    |          |
| 13-10-2023 | Вадуц   | Ліхтенштейн          | 0 – 2     | Боснія і Герцеговина | Відбір до ЧЄ 2024 | -    | 78'      |
| 16-10-2023 | Зениця  | Боснія і Герцеговина | 0 – 5     | Португалія           | Відбір до ЧЄ 2024 | -    | 72'      |
| Усього     |         | Матчів               | 4         |                      | Голів             | 0    |          |

## Титули і досягнення
- Чемпіон Швейцарії (1):

«Базель»: 2024-25
- Володар Кубка Швейцарії (1):

«Базель»: 2024-25